# Kaliyakkavilai
Kaliyakkavilai là một thị xã panchayat của quận Kanniyakumari thuộc bang Tamil Nadu, Ấn Độ.

## Nhân khẩu
Theo điều tra dân số năm 2001 của Ấn Độ, Kaliyakkavilai có dân số 13.307 người. Phái nam chiếm 49% tổng số dân và phái nữ chiếm 51%. Kaliyakkavilai có tỷ lệ 77% biết đọc biết viết, cao hơn tỷ lệ trung bình toàn quốc là 59,5%: tỷ lệ cho phái nam là 81%, và tỷ lệ cho phái nữ là 74%. Tại Kaliyakkavilai, 11% dân số nhỏ hơn 6 tuổi.